# The Bottom of the Bottle
The Bottom of the Bottle is een Amerikaanse dramafilm uit 1956 onder regie van Henry Hathaway. Het scenario is gebaseerd op de roman Le Fond de la bouteille (1949) van de Belgische auteur Georges Simenon. Destijds werd de film uitgebracht onder de titel De radeloze indringer.

## Verhaal
De advocaat Patrick Martin is een man van aanzien in de grensstad Nogales. Op een avond stuit hij in de garage op zijn broer Donald. Hij is ontsnapt uit de cel en hij wil dat Patrick hem over de rivier naar Mexico brengt. Het water van de rivier staat echter te hoog. Patrick brengt Donald mee naar huis en vertelt zijn vrouw Nora dat hij een vriend is. Als zij erachter komt dat Donald de broer is van haar man, dringt ze erop aan dat hij hem helpt.

## Rolverdeling
| Acteur                  | Personage                 |
| ----------------------- | ------------------------- |
| Van Johnson             | Donald Martin / Eric Bell |
| Joseph Cotten           | Pat Martin                |
| Ruth Roman              | Nora Martin               |
| Jack Carson             | Hal Breckinridge          |
| Margaret Hayes          | Lil Breckinridge          |
| Bruce Bennett           | Brand                     |
| Brad Dexter             | Stanley Miller            |
| Peggy Knudsen           | Ellen Miller              |
| Jim Davis               | George Cady               |
| Margaret Lindsay        | Hannah Cady               |
| Nancy Gates             | Mildred Martin            |
| Pedro Gonzalez Gonzalez | Luis Romero               |
| John Lee                | Jenkins                   |
| Tod Griffin             | Rancher                   |
| Ernestine Barrier       | Lucy Grant                |